# Conacul Gudenus

Poziţia în cadrul Judeţului Timiş a comunei Ghilad

Conacul Gudenus este o clădire care datează de la începutul secolului al XIX-lea și care se găsește în satul Gad, comuna Ghilad, județul Timiș.

## Descriere
Clădirea este formată dintr-un singur corp, cu subsol, parter și etaj. A fost construită în stil baroc. În prezent se găsește într-o stare avansată de degradare. Totuși, se mai poate zări tâmplăria veche de lemn de la ferestre, iar in interior pe unii pereți se mai vede zugrăveala. În partea din spate a conacului, deasupra intrării, se mai găsesc încă, două suporturi de fier, amplasate simetric, care aveau rolul de a susține felinarele.

## Proprietari
Se consemnează faptul că ultimii proprietari ai conacului au fost soții Hugo și Bela Gudenus. Deși nu se știu foarte multe date despre aceștia, totuși este cunoscut faptul că Adalbert (Béla) Josef Freiherr von Gudenus s-a născut la Gad în data de 26 octombrie 1863 și a murit la Timișoara în 9 septembrie 1941.
Conacul se află în proprietatea Primăriei Ghilad. Câțiva ani, conacul Gudenus a servit ca local pentru școala din sat, iar apoi a fost abandonat, astfel că acum este o ruină.
Pe lista monumentelor istorice din județul Timiș întocmită de Direcția pentru Cultură, Culte și Patrimoniul Cultural Național a județului Timiș, Conacul Gudenus figurează la numărul 212, cu cod LMI TM-II-m-B-20180.

## Acces
La Conacul Gudenus se poate ajunge folosind mai multe trasee. Cu mașina, ieșind din Timișoara pe Calea Șagului, urmând traseul Parța - Peciu Nou - Cebza - Ciacova - Ghilad - Gad. Se poate utiliza și transportul pe cale ferată. În acest sens se folosește Calea ferată Timișoara–Cruceni. Satul Gad nu are gară, însă se coboară la stația C.F.R. Rudna, de unde mai sunt de parcurs pe jos aproximativ 6.5 km, până la Gad, trecând prin Crai Nou.